# Liriomyza pulloides
Liriomyza pulloides är en tvåvingeart som beskrevs av Spencer 1986. Liriomyza pulloides ingår i släktet Liriomyza och familjen minerarflugor.
Artens utbredningsområde är Colorado. Inga underarter finns listade i Catalogue of Life.